# Dark dark woods
Dark dark woods er en dansk animationsfilm fra 2017 instrueret af Emilie Gignoux.

## Handling
Prinsesse Maria har fået nok af sit royale liv, hvor hun sidder til halsen i undervisning, pligter og tyngende ansvar. Overvældet af det hele bliver Maria trukket med på et eventyr til de mørke skove, der er fulde af monstre.